# Robina Courtin
Robina Courtin, née à Melbourne en Australie le 20 décembre 1944, est une nonne bouddhiste dans le bouddhisme tibétain Gelugpa, la tradition et la lignée de Lama Thubten Yeshé et Lama Zopa Rinpoché. En 1996, elle fonde le Liberation Prison Project, dont elle s'occupera jusqu'en 2009,.

## Biographie
Robina Courtin a été élevée dans la religion catholique, et durant sa jeunesse, envisagea de devenir Carmélite.  Dans les années 1960, elle suit une formation de chanteuse classique à Londres où elle vit alors. Au début des années 1970, elle devient une militante féministe et travaille sur le droit des prisonniers. En 1972, elle retourne à Melbourne.  En 1974, elle commence à étudier les arts martiaux, part à New York puis revient à Melbourne. En 1976, elle assiste dans le Queensland, à des enseignements bouddhistes donnés par Lama Yeshe et Lama Zopa.  
En novembre 1977, Robina Courtin voyage jusqu'à Katmandou, au Népal pour étudier au Monastère de Kopan, où elle est ordonnée nonne bouddhiste. Elle devient directrice de la maison d'édition bouddhiste Wisdom Publications jusqu'en 1987, puis rédactrice en chef de la revue The Mandala jusqu'en 2000. Elle quitte The Mandala pour enseigner et développer le : « Liberation Prison Project ».
Le travail de Robina Courtin a fait l'objet de deux films documentaires, le premier de Christine Lundberg : On the Road Home (1998) et le second d'Amiel Courtin–Wilson Chasing Buddha (2000). Il est également exposé dans l'ouvrage de Vicki Mackenzie Why Buddhism? (2003). Le film de son neveu, Chasing Buddha, expose la vie de Robina Courtin  et son travail avec les détenus dans le couloir de la mort dans le pénitencier de l'état du Kentucky.  En 2000, le film fut récompensé par le « Australian Film Institute ».
En 2001, Robina Courtin crée le pèlerinage « Chasing Buddha Pilgrimage », qui permet de visiter des lieux saints du bouddhisme en Inde, au Népal, et au Tibet afin de rassembler des fonds pour le « Liberation Prison Project », une association qui s'engage pour la cause tibétaine.

## Ouvrages
- Kathleen McDonald et Robina Courtin (dir.), How to Meditate : A Practical Guide, Wisdom Publications, 2006 (ISBN 0-86171-341-9).
- Lama Thubten Yeshe et Robina Courtin (dir.), Becoming the Compassion Buddha : Tantric Mahamudra for Everyday Life, Wisdom Publications, 2003 (ISBN 0-86171-343-5).
- Lama Thubten Yeshe, Robina Courtin (dir.) et Alisa Cameron (dir.), The Bliss of Inner Fire : Heart Practice of the Six Yogas of Naropa, Wisdom Publications, 1998 (ISBN 0-86171-136-X).

## Ouvrages complémentaires

### Livres
- Thubten Dondrub, Spiritual Friends : Meditations by Monks and Nuns of the International Mahayana Institute, Wisdom Publications, 2001 (ISBN 0-86171-325-7).
- Vicki MacKenzie, Why Buddhism? : Westerners in Search of Wisdom, Element Books, 2003, 308 p. (ISBN 0-00-714228-5).

### Magazines
- Linda Morris, « A lifeline over the prison walls of the mind », The Sydney Morning Herald,‎ 28 avril 2005 (lire en ligne, consulté le 26 février 2007).
- Vanessa Walker, « Robina and the hoods », The Australian,‎ 15 novembre 2000.

### Audio/Video
- Épisode Chasing Robina de la série The Spirit of Things. Diffusé pour la première fois le 2003-07-13 sur le réseau Radio National. Autres crédits : Rachael Kohn,  Geoff Wood. Transcript.
- Épisode Venerable Robina Courtin de la série The Religion Report. Diffusé pour la première fois le 2005-05-04 sur le réseau Radio National. Autres crédits : Stephen Crittenden, David Rutledge. Transcript.
- (en) [vidéo][Television production/DVD] « Compass - Key to Freedom », 9 septembre 2007, Australian Broadcasting Corporation.